# シチータリ駅
シチータリ駅（シチータリえき）はチェコ共和国カルロヴィ・ヴァリ県ヘブ郡にある、チェコ国鉄148号線の駅である。

## 駅構造

### ホーム
1面1線の地上駅。
| 路線    | 方向   | 行先                           | 備考 |
| ------- | ------ | ------------------------------ | ---- |
| 148号線 | 北方向 | フラニツェ・ヴ・チェハーフ方面 | 普通 |
| 148号線 | 南方向 | アシ方面                       | 普通 |

### ダイヤ[1]
普通列車が一日1往復のみ停車する。日帰りで往復できるのはフラニツェ方面のみで、アシ町内の各駅への日帰り往復はできない。

## 隣の駅
チェコ国鉄
148号線
普通
アシ郊外駅 - シチータリ駅 - ポドフラヂー駅

## その他
チェコ最西端の駅で、ドイツとの国境に近い。